# Irssi
Irssi (произносится «ирсси») — IRC-клиент для Linux и других UNIX-подобных систем. Сейчас также доступен для операционной системы Windows. Посредством плагинов возможна работа по XMPP, SILC и ICB протоколам. Irssi богат функционально: развитая система ведения логов позволяет держать отдельно логфайлы для каждой IRC-сети, есть поддержка тем и возможность модифицировать установленные по умолчанию «горячие» клавиши, поддержка скриптов на Perl, и плагина «Irssi-proxy», работа с которым похожа на использование баунсеров.
В Irssi существует большое число различных настроек, которые возможно задавать как при помощи самой программы (команда set), так и редактированием конфигурационного файла.

## Основные команды
- /server hostname port. Подключение к серверу hostname. Порты (обычно 6666-6669) для выбора кодировки.
- /server add -auto -network name -port port server — автоподключение к серверу при запуске irssi.
- /join #channel — войти на канал channel.
- /part #channel — покинуть канал channel (можно указать причину ухода через пробел после названия канала).
- /ignore nick — полностью игнорировать все сообщения от человека с ником nick.
- /set — просмотр основных настроек, новые значения присваиваются командой /set НАСТРОЙКА НОВОЕ_ЗНАЧЕНИЕ.
- /query nick — открыть приват с человеком с ником nick.
- /window number — переключиться на окно с номером number.
- /names #channel — посмотреть, кто есть на канале.
- /whois nick — посмотреть информацию о пользователе nick.
- /disconnect — отсоединение от сервера, к которому подключены.
- /quit — выйти из irssi, закрыв все соединения.

В настройках irssi можно задать алиасы для существующих команд.